# Systémový oddíl EFI
Systémový oddíl EFI je zvláštní diskový oddíl na datovém médiu (typicky pevném disku, SSD disku nebo flash disku), který může být použit počítačem s firmwarem dle specifikace UEFI pro zavedení operačního systému nebo jiného, například diagnostického programu.
Je-li na médiu tabulka oddílů firmwarem podporovaná, firmware pomocí ní najde nejprve samotný systémový oddíl EFI. Tento oddíl obsahuje souborový systém typově patřící do rodiny FAT a přesně standardizovaný dle specifikace UEFI. V něm pak umí základní firmware vyhledat a načíst rozšiřující firmware, ovladače zařízení, jádro operačního systému i jeho zavaděč a další programy nebo data, s kterými je zapotřebí pracovat ještě předtím, než je zaveden plnohodnotný operační systém. Zároveň mohou na tento diskový oddíl tyto pomocné programy ukládat svá data, například chybové logy.

## Podrobnější přehled
Aby mohl firmware dle specifikace UEFI vůbec najít systémový oddíl EFI, musí pro dané médium umět interpretovat jeho rozvržení dat na nejvyšší úrovni. Standard UEFI vyžaduje od firmware podporu přinejmenším tabulek oddílů (používaných na většině přepisovatelných médií) typu GPT a MBR a navíc požaduje i schopnost interpretovat umístění EFI oddílu v rámci standardu El Torito, což je rozšíření standardu ISO 9660 specifikujícího ukládání dat na optické disky.
V rámci tabulky oddílů typu GPT má systémový oddíl EFI globálně jednoznačný identifikátor C12A7328-F81F-11D2-BA4B-00A0C93EC93B a v rámci tabulky oddílů typu MBR používá typ diskového oddílu 0xEF.
Aby UEFI zachovalo zpětnou kompatibilitu se staršími firmwary typu BIOS, nechává první blok média nevyužitý, takže může být použit jako boot sektor. Může jej tak použít dokonce samotné UEFI, pokud podporuje emulaci BIOSu a uživatel si tuto emulaci vyžádá. V praxi některé implementace UEFI dokonce při detekování určitého rozvržení MBR automaticky přepínají na emulaci BIOSu, čímž v rozporu se specifikací pomíjejí celý systémový oddíl EFI.